# Gari Lagnet
Gari Lagnet, né le 9 mars 1998 à Bayonne, est un coureur cycliste français. Il est membre de l'AC Bistontine.

## Biographie
Gari Lagnet découvre le cyclisme durant son enfance en Haute-Savoie, où ses parents ont temporairement vécu. La famille revient par la suite au Pays basque, sur ses terres natales. Dans les catégories de jeunes, il court successivement à l'Aviron Bayonnais, au VC Tarnos, au SA Mauléon, au Lescar Vélo Sprint puis chez Océane Top 16. Il a également évolué durant une saison en Espagne avec le club Grupo Eulen. En dehors de sa carrière sportive, il a suivi des études de commerce. Il est titulaire d'un diplôme universitaire de technologie. 
En juillet 2020, il se classe dixième du championnat de France sur route amateurs. Après cette performance, il rejoint la formation Sojasun espoir-ACNC en 2021. Il quitte à cette occasion son Pays basque natal pour emménager en Bretagne,. Sous ses nouvelles couleurs, il obtient diverses accessits chez les élites. Il termine notamment deuxième de l'édition 2022 du Grand Prix de Buxerolles. 
En 2023, il change de nouveau de maillot en étant recruté par le SCO Dijon Materiel-velo.com. Décrit comme un puncheur, il se distingue en remportant l'étape inaugurale du Tour de Côte-d'Or, à l'issue d'une arrivée en côte. Il finit par ailleurs deuxième de l'Estivale Bretonne, tout en ayant gagné une étape. La même année, il se classe troisième de l'Essor Breton. Sur le circuit de l'UCI Europe Tour, il parvient à terminer septième du Grand Prix de Lillers. Il réalise aussi des performances semblables en 2024 avec une victoire sur le Circuit de l'Essor, une quatrième place au Grand Prix de la Somme et une multitude de tops dix. 
Malgré ses résultats, il ne parvient pas à passer professionnel en 2025. Gari Lagnet poursuit néanmoins la compétition en s'engageant avec l'AC Bisontine. Il indique que cette saison sera la dernière, sauf s'il parvient à décrocher un contrat professionnel. En février, il connaît la réussite lors de sa reprise en s'adjugeant le classement final de l'Essor Basque, grâce à sa régularité. Dans les mois qui suivent, il termine deuxième d'Annemasse-Bellegarde et retour, ou encore troisième du Circuit des Quatre Cantons. Il se distingue ensuite durant l'été en remportant la dernière étape du Kreiz Breizh Elites, face à une concurrence plus relevée. C'est son premier succès acquis sur une course d'envergure internationale.

## Palmarès et résultats

### Par année
| - 2022 - 3e du Grand Prix de Buxerolles - 2023 - 1re étape du Tour de Côte-d'Or - 4e étape de l'Estivale Bretonne - 2e de l'Estivale Bretonne - 2e du Prix des Vendanges - 3e de l'Essor Breton - 2024 - Circuit de l'Essor - 2e du Grand Prix d'Onjon - 2e du Grand Prix de Buxerolles - 3e de l'Estivale Bretonne - 3e du Grand Prix du Centre de la France | - 2025 - Essor Basque - 3e étape du Kreiz Breizh Elites - 2e d'Annemasse-Bellegarde et retour - 2e du Grand Prix d'Is-sur-Tille - 2e de La SportBreizh - 3e du Circuit de l'Essor - 3e du Circuit des Quatre Cantons |  |

### Classements mondiaux
| Année           | 2023   | 2024   |
| --------------- | ------ | ------ |
| UCI Europe Tour | 1 496e | 1 021e |